# أعجيوان
أعجيوان (بالفارسية: اغجیوان) هي قرية تقع في إيران في قسم بهي دهبکري الريفي. يقدر عدد سكانها بـ 616 نسمة بحسب إحصاء 2016.